# Félix Bossuet
Félix Bossuet (ur. 23 lutego 2005 w Paryżu) – francuski aktor filmowy i telewizyjny. Grał główną rolę w trylogii Bella i Sebastian, w której wcielił się w Sebastiana.

## Biografia
Félix Bossuet urodził się 23 lutego 2005 roku w 12. dzielnicy Paryża. W 2012 roku został wybrany spośród 2400 dzieci do roli Sebastiena w filmowej wersji słynnego serialu Cécile Aubry Belle i Sebastian.
Film wyreżyserował Nicolas Vanier. Po sukcesie pierwszego filmu ponownie wciela się w Sebastiana w drugiej części w reżyserii Christiana Duguaya.
Druga część miała swoją premierę 9 grudnia 2015 roku. Zagrał także w Mojej miłości (2015), a następnie w Chocolat (2016). Był także członkiem obsady Wieczności (2016) Trần Anh Hùnga z Audrey Tautou, Bérénice Bejo i Mélanie Laurent.
Zgodnie z pierwotnymi planami scenarzystów dwóch pierwszych filmów (i na sposób Cécile Aubry przy trzech sezonach serialu) gra w trzeciej i ostatniej części przygód małego chłopca i dużej białej suki. Film został wyreżyserowany przez Clovisa Cornillaca, który gra złoczyńcę w trzeciej i ostatniej odsłonie serii. Bella i Sebastian 3 miał premierę w 2018. Po zagraniu w piątym odcinku serii Captain Marleau z Corinne Masiero w 2016 roku, Félix Bossuet ponownie pojawił się w filmie telewizyjnym Traqués, gdzie dzieli się plakatem z Jenifer i Joffreyem Platelem.

## Życie prywatne
Ma młodszego brata, Octave'a Bossueta, który jest również aktorem. Wystąpili razem w kilku wspólnych scenach w filmie Bella i Sebastian 3.
Mieszka wraz z rodziną w Paryżu.

## Filmografia
| Rok  | Tytuł                | Rola           |
| ---- | -------------------- | -------------- |
| 2013 | Bella i Sebastian    | Sebastian      |
| 2015 | Bella i Sebastian 2  | Sebastian      |
| 2015 | Moja miłość          | Dziecko Simbad |
| 2016 | Jour J               | Thomas         |
| 2016 | Przymusowe lądowanie | Antoine        |
| 2016 | Éternité             | Jean (8-9 lat) |
| 2016 | Chocolat             | Gustaw         |
| 2017 | Bella i Sebastian 3  | Sebastian      |

| Rok  | Tytuł             | Rola |
| ---- | ----------------- | ---- |
| 2016 | Capitaine Marleau | Alex |
| 2018 | Traqués           | Leo  |